# Lamine (biologie)
Pour l’article homonyme, voir Lamine.
La lamine est une protéine fibreuse qui forme la lamina nucléaire.
Les lamines A(70kDa), B(67kDa) et C(60kDa) forment cette lamina dans toutes les cellules eucaryotes (sauf les globules rouges) : ce sont des filaments intermédiaires nucléoplasmiques de type V qui participent à la structure du noyau et aux liaisons chromatine/membrane nucléaire. Elles interviennent également dans les processus de mitose (phosphorylation des lamines sur les résidus sérine par le MPF ce qui les rend solubles. L’enveloppe nucléaire n’est plus soutenue et se rompt en vésicules), de différenciation cellulaire (lamine B remplacée par des lamines A) et de mort cellulaire (dégradation des lamines par les caspases 6 engendrant une cascade de réactions entrainant l'apoptose).
- Lamine B : farnésylées ,ancrées à l'enveloppe nucléaire
- Lamine A et C : non farnésylées, interagissent avec la lamine B le long de l'enveloppe nucléaire, présentes aussi dans le nucléoplasme.

Une anomalie de ces protéines peut être cause d'un certain nombre d'affections désignées sous le nom de laminopathies, la plus connue d'entre elles étant la progeria (Syndrome de Werner, mutation dans le gène codant la lamine A).